# ベスページブラックコース
ベスページブラックコース (Bethpage Black Course) はニューヨーク州ロングアイランドのベスページ州立公園にある公営ゴルフ場。1936年に開場し、ベスページ州立公園管理責任者のジョセフ・H・バーベックの設計により（同公園内のブルーおよびレッドコースもバーベックが設計）1936年に開業した。著名なコース設計家のA・W・ティリングハーストも助言を行ったとされている。ベスページに5つあるゴルフコースの中で最も難しいコースとして知られ、その1番ティーに1980年前半に建てられた注意書き看板、「ブラックコースは極めて高難度のコースであり、高い技量を持つゴルファーだけがプレーすることを我々は勧める (The Black Course Is An Extremely Difficult Course Which We Recommend Only For Highly Skilled Golfers.)」、が有名になった。 
2002年および2009年には全米オープンが、また、2019年にはPGA選手権が開催された。 
フェデックスカッププレーオフの第1戦となるザ・バークレイズが2012年と2016年に開催され、また、2021年と2027年にも開催が予定されている。さらに2024年のライダーカップも開催予定となっている。 ゴルフコースは、毎日午前 5 時 30 分から午後 6 時まで営業しています。

## ランキング
米ゴルフダイジェスト誌2008年7月号の「list of America's greatest golf courses（アメリカの著名ゴルフコースリスト）」 では全体で26位、ニューヨーク州内に限ると6位にランクされた。また、アメリカの難関コース50選では6位、アメリカの著名な公営ゴルフコースでは5位に入った。

## 特筆すべき開催大会
| 年     | 日付          | 大会名         | 優勝                 | スコア | パー | 分類                         |
| ------ | ------------- | -------------- | -------------------- | ------ | ---- | ---------------------------- |
| 2002年 | 6月13〜16日   | 全米オープン   | タイガー・ウッズ     | 277    | −3   | メジャー選手権               |
| 2009年 | 6月18〜22日   | 全米オープン   | ルーカス・グローバー | 276    | −4   | メジャー選手権               |
| 2012年 | 8月23〜26日   | バークレイズ * | ニック・ワトニー     | 274    | −10  | フェデックスカッププレーオフ |
| 2016年 | 8月25〜28日   | バークレイズ*  | パトリック・リード   | 275    | −9   | フェデックスカッププレーオフ |
| 2019年 | 5月16日〜19日 | PGA選手権      | ブルックス・ケプカ   | 272    | −8   | メジャー選手権               |

注：バークレイズトーナメントは現在、ノーザントラストに改称。

## 今後開催の大会
| 年   | 大会名         | タイプ           | 開催時間 |
| ---- | -------------- | ---------------- | -------- |
| 2025 | ライダーカップ | 国際マッチプレー | 初開催   |